# はんだ付け

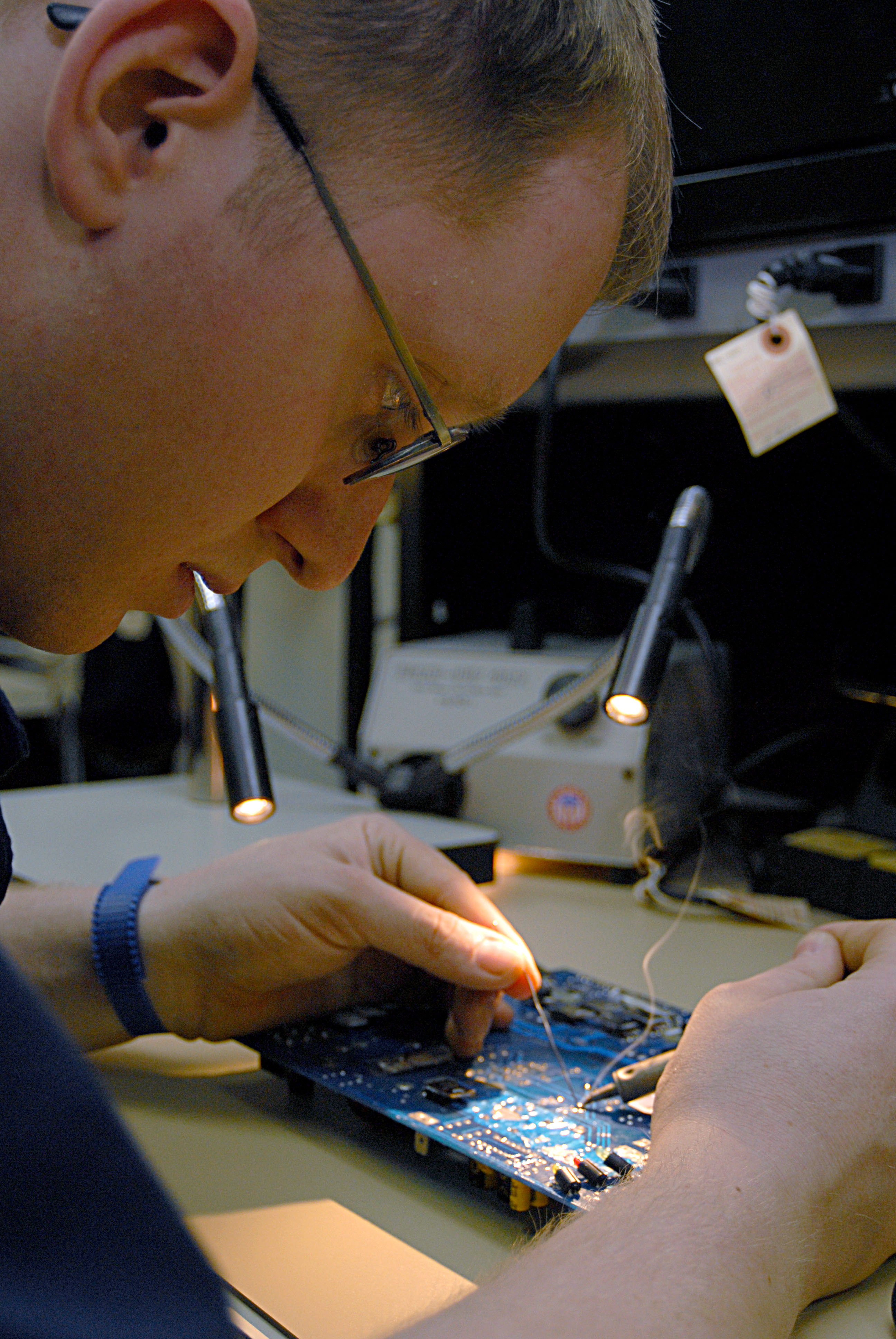
はんだづけ

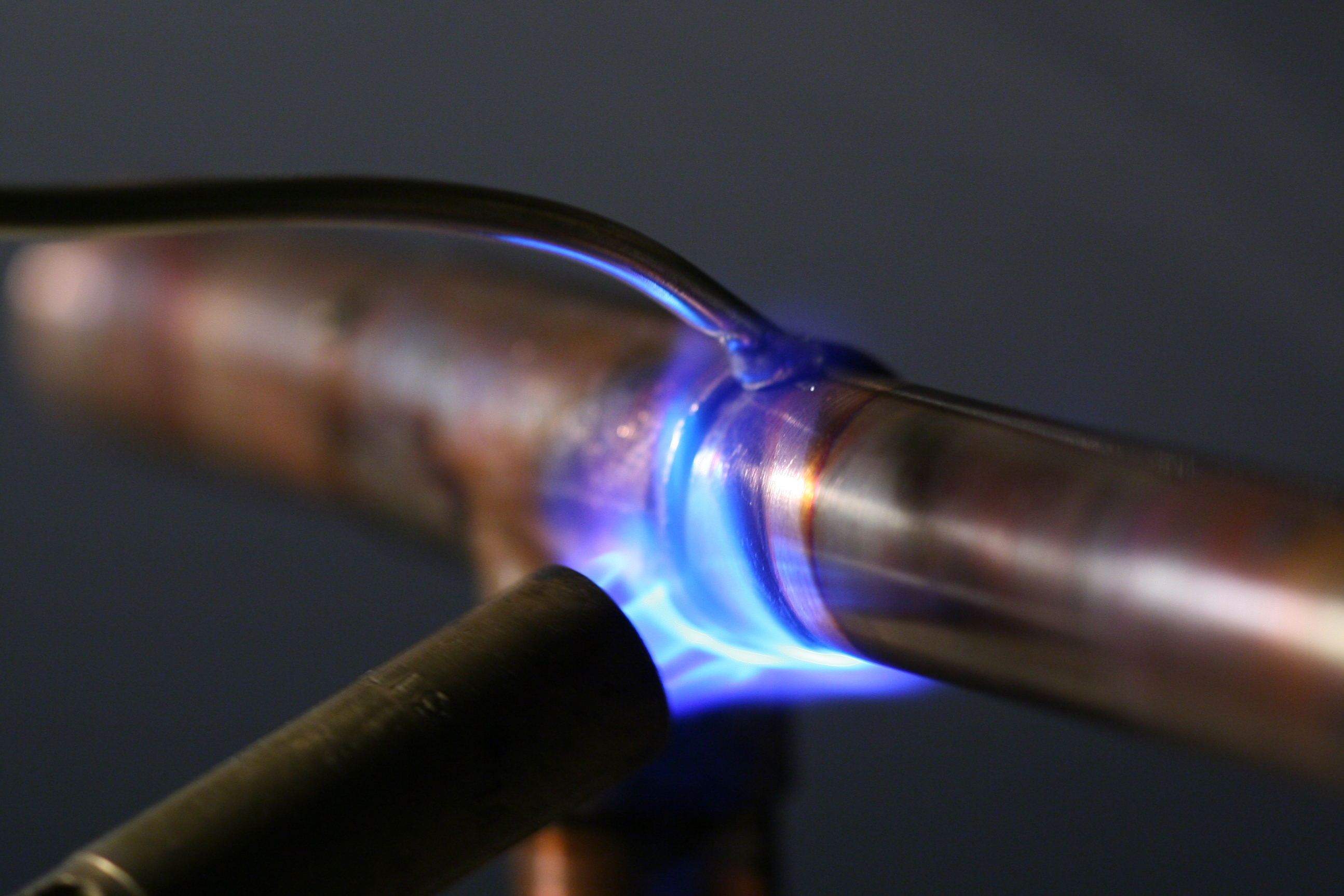
トーチの炎による銅管のはんだ付け

はんだ付け（はんだづけ、英: soldering）とは、はんだによって金属をつぎあわすこと。また、はんだでついだもの。半田付けとも、ハンダ付けとも表記される。

## 概説
はんだ付けは、はんだによって金属をつぎあわすことであり、下記のツリーで示されるように、ろう接（鑞接、ろうせつ、brazing and soldering ）の一種ともされる。
ろう接（brazing and soldering）

　├ ろう付け (brazing)

　└ はんだ付け（soldering)

主に電気回路や電子回路の制作・生産、金属配管の接続、金属製の小部品の制作、模型製作、ステンドグラスの制作、アクセサリーの制作などで行われている。
熱を加えて金属をつなげる行為にはろう接以外に溶接もあるが、溶接のほうは「型を使わない鋳物」であり母材の金属を違う形に変形させて1つにしたものであるのに対し、ろう接は母材に染みこんだり（溶かしたりはせずに、隙間を埋めることで密着させているだけで熱すればまたきれいに外れるという違いがある。はんだ付けを含むろう接は接合の強度が溶接ほど必要とされない用途に用いられている。
手作業で行う場合は、はんだごてを用いて作業することが一般的である。なお、やや特殊ではあるが、トーチなどを用いて直火で加熱する方法もある。
ハンダ付けされる主な金属としては、銅、真鍮、鉄（トタン、ブリキなど）、およびそれらにニッケルなどをメッキしたものが挙げられる。
なお金属にハンダが付着するには表面に酸化被膜のない状態でなければならないため、フラックスを用いて酸化被膜を除去した上でハンダ付けを行う必要がある。酸化被膜が強いアルミニウム・ステンレスは普通のフラックスでは被膜を除去できないが、ステンレスは専用のフラックスで接着できる。アルミニウムはハンダ自体も高熱で溶ける専用のものが必要で、普通のハンダでは接着できないなど、フラックスの処置は対象物に応じて使い分ける。
接合された金属と金属の間に良好な導電性をもたらすので、しばしば電線・端子・コネクタ・プリント基板・電子部品類 等々を接合して電気回路や電子回路をつくるために用いられている。
導電性が必要ない分野でも、金属配管の接続、ステンドグラス制作、アクセサリー制作などに用いられている。
なお、はんだを加熱した際に出る煙（ヒューム）は毒性があるので、作業中は部屋の換気をすることや、ファンなどで風をつくり煙を遠ざけるようにして吸わないように工夫することが薦められている。

## 電子回路の手作業のはんだ付け

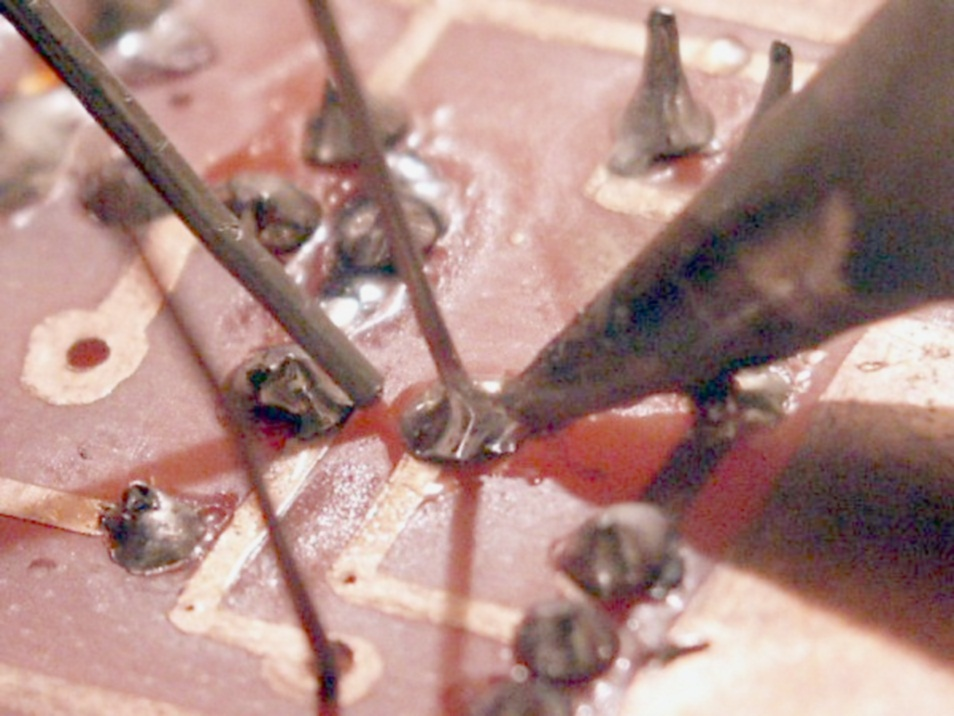
はんだ付け

手作業で行うはんだづけにははんだごてと「糸はんだ」が使われている。
電子基板のはんだ付けで使われているはんだごては15W～20W程度のものが良いとされてきた。しかし、従来のニクロムヒーターではなく、セラミックヒーターを採用したはんだごてが登場しており、W数による区別は必ずしも適切ではなくなった。はんだ付けで重要なのは、こて先の熱容量と形状、温度である。
熱容量や形状に問題があると、母材にうまく熱が伝わらず、はんだが融けなかったり、不良はんだになったりする。温度に関しても、何も調節しないと温度が上がりすぎ、オーバーヒートしてしまうことがある。
そのため、母材にあったこて先を選び、温度調節機能が付いたはんだごてを選んだ方が良いといえる。
糸はんだとは、糸のような形状のハンダのことで、近年では「やに入り糸はんだ」（フラックスを芯の部分に入れた、糸状のはんだ）を用いることが一般的で、直径0.8mm程度などが使われる。
。
そのほか手作業のはんだづけでは次のような道具が使われることもある。
- こて台[5]（作業と作業の合間にはんだごてを置いておくための台）
- ピンセット[5]（小型の部品をつかむ目的の使用）
- はんだ吸い取り器　や　はんだ吸い取り線[5]（はんだ付けに失敗した時に基板に残った余分なはんだや失敗部品を取り除く時などに使う道具。）
- ラジオペンチ　や　ニッパー[5]（端子を折り曲げたり、線材（電線）を切断したり被覆をむくのに使う道具）

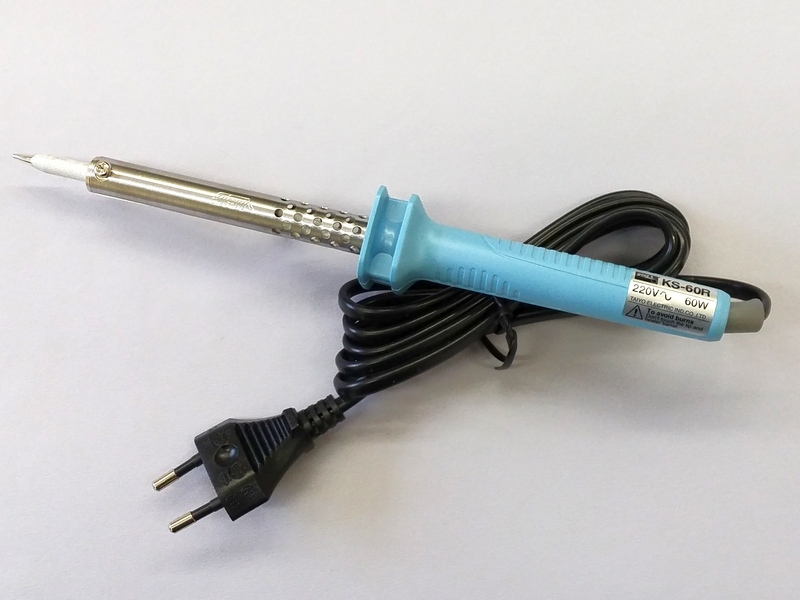
はんだごて
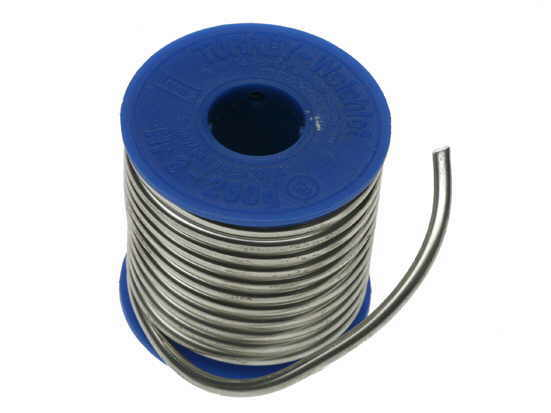
糸はんだ
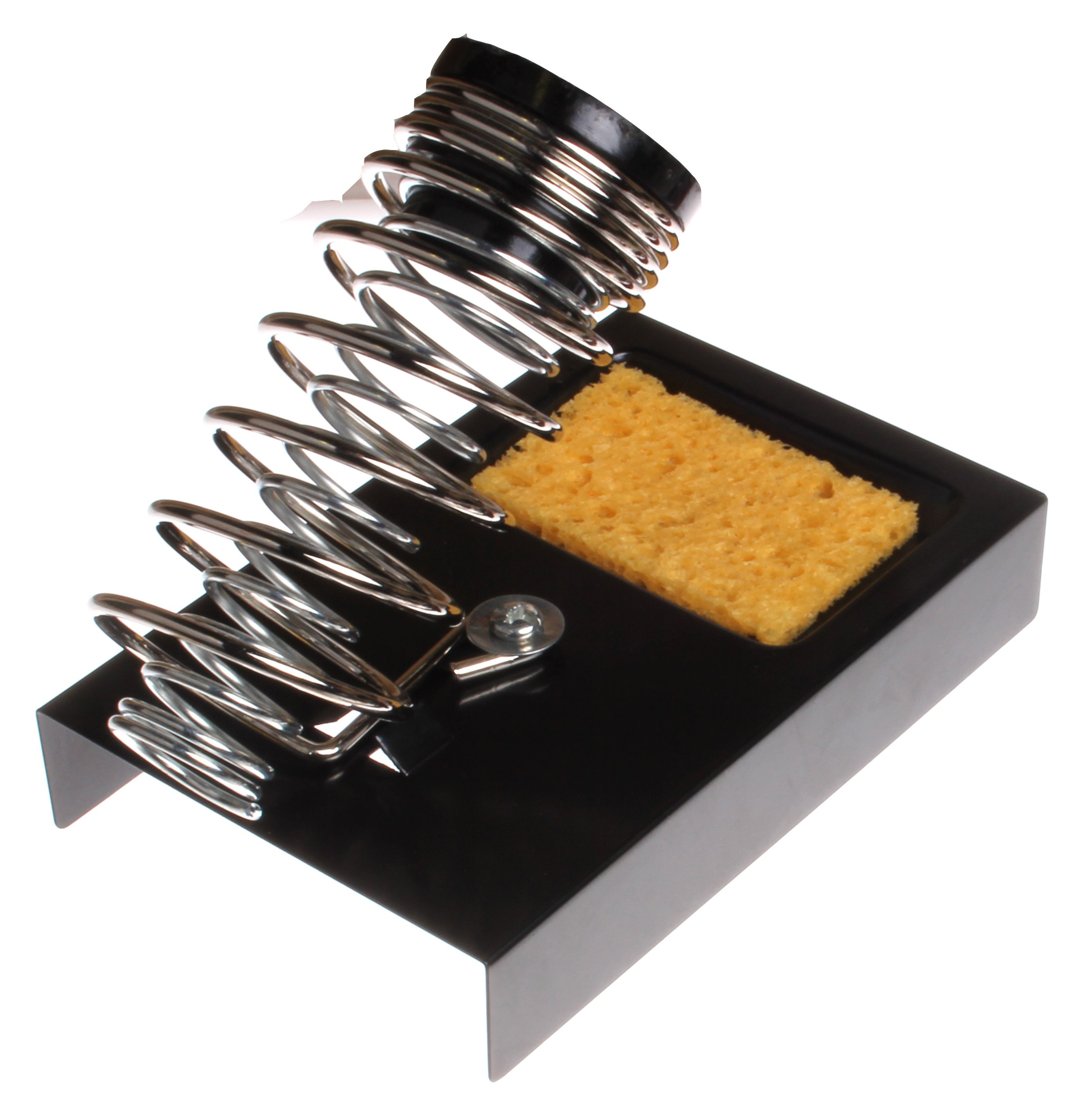
こて台
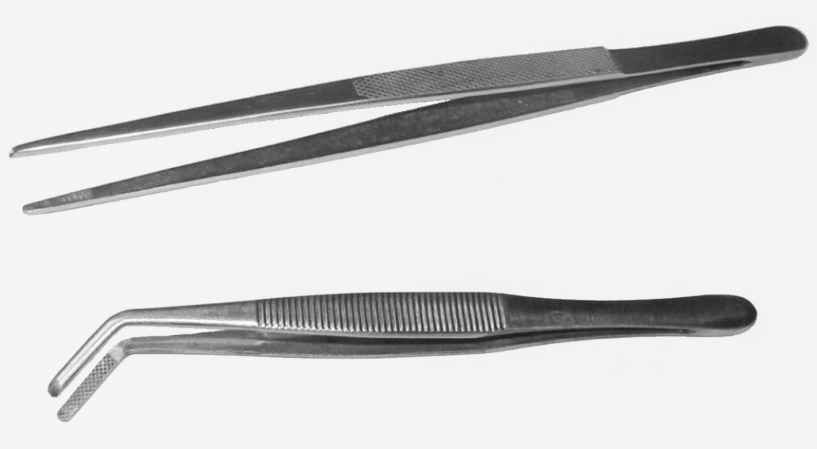
ピンセット類
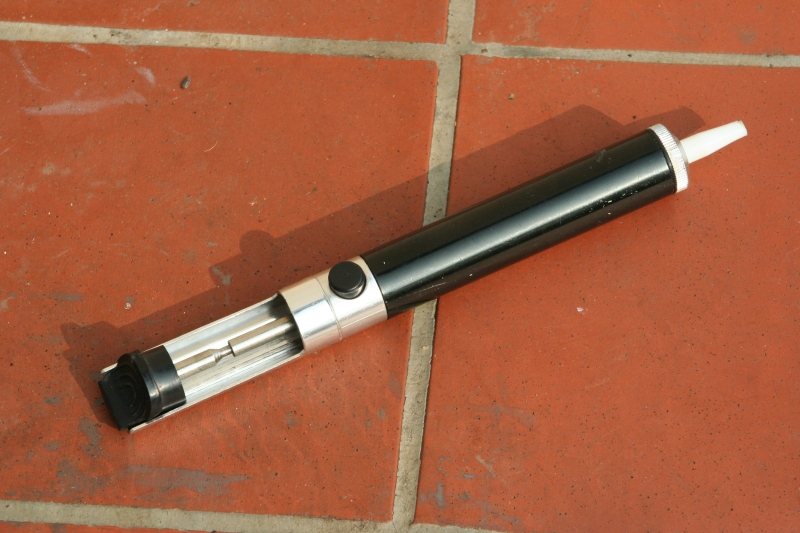
ハンダ吸い取り器。バネを用いてバキューム（陰圧）吸引する道具。
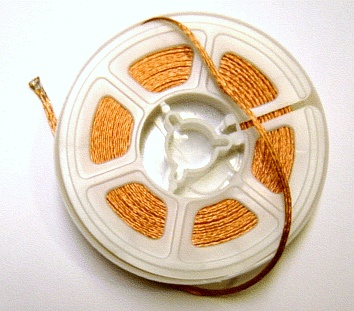
ハンダ吸い取り線
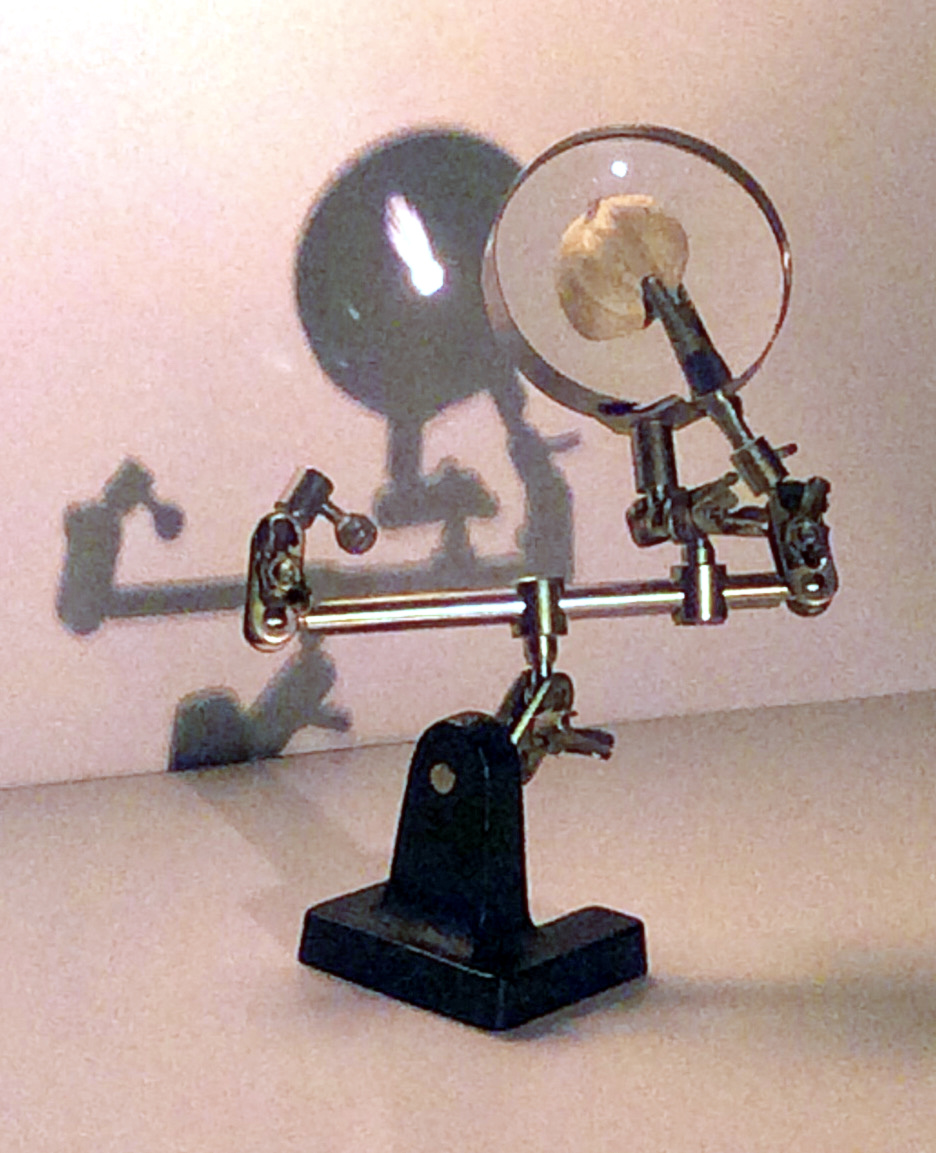
手の代わりに電子部品をつまんで固定する道具。拡大鏡つき。

手作業での表面実装部品のはんだ付け
最近ではICなど表面実装の電子部品も増えており、高性能な電子部品ではフラットパッケージ形状になっていることが多いが、それら表面実装部品やフラットパッケージ部品も手作業ではんだづけされることがある。　道具は基本的には同じであるが、基本道具に加えて基板用フラックス　および　洗浄剤　が使用される。また、拡大率が10倍程度の拡大鏡（ルーペ）が使われることがある（部品が小さく見えづらいため）。
手作業で行われるチップ部品のはんだ付け
チップ部品も手作業ではんだづけされることがある。

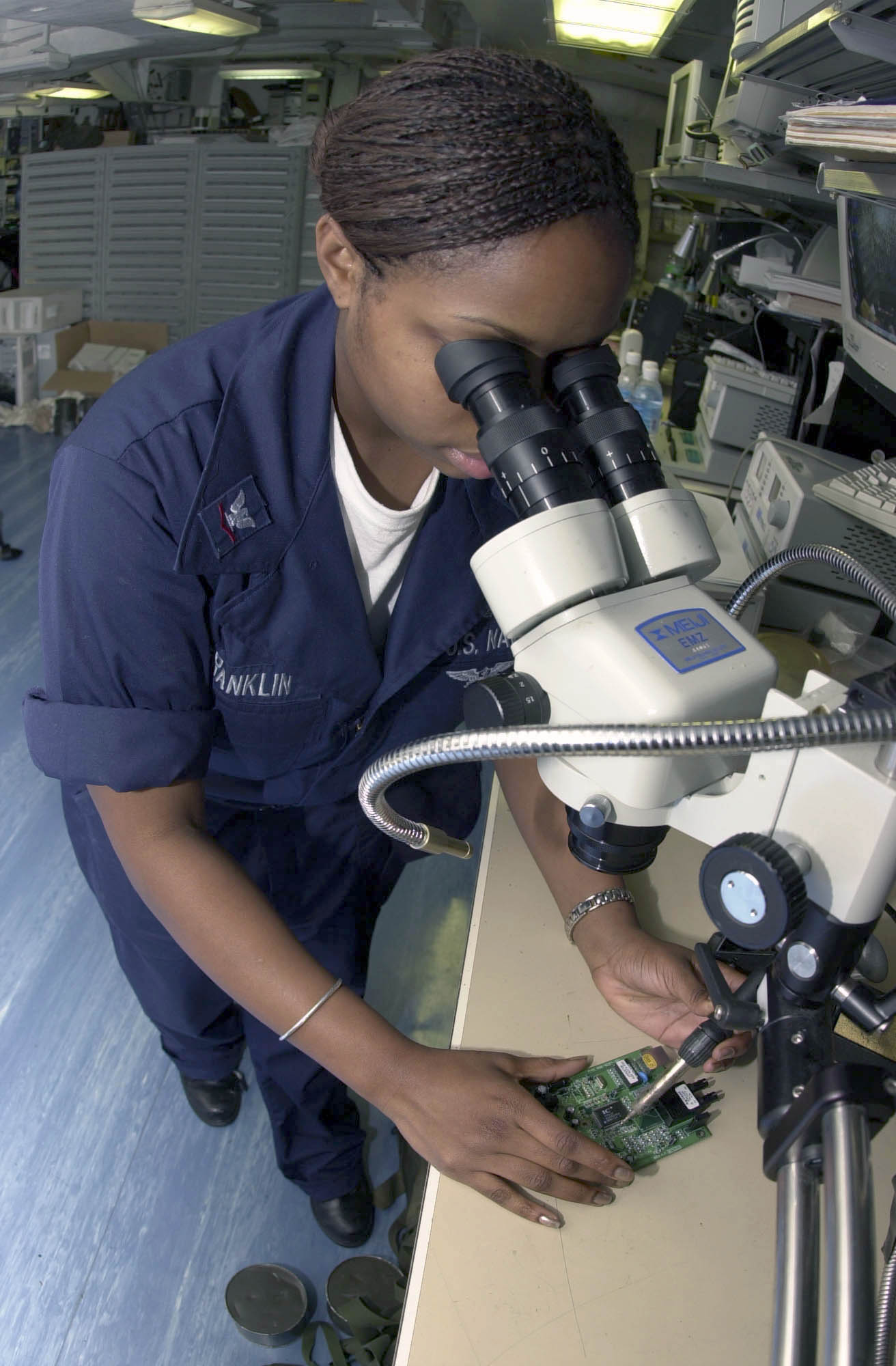
マイクロチップの手作業のはんだ付け。両眼式拡大鏡を用いる例。（米国海軍にて）
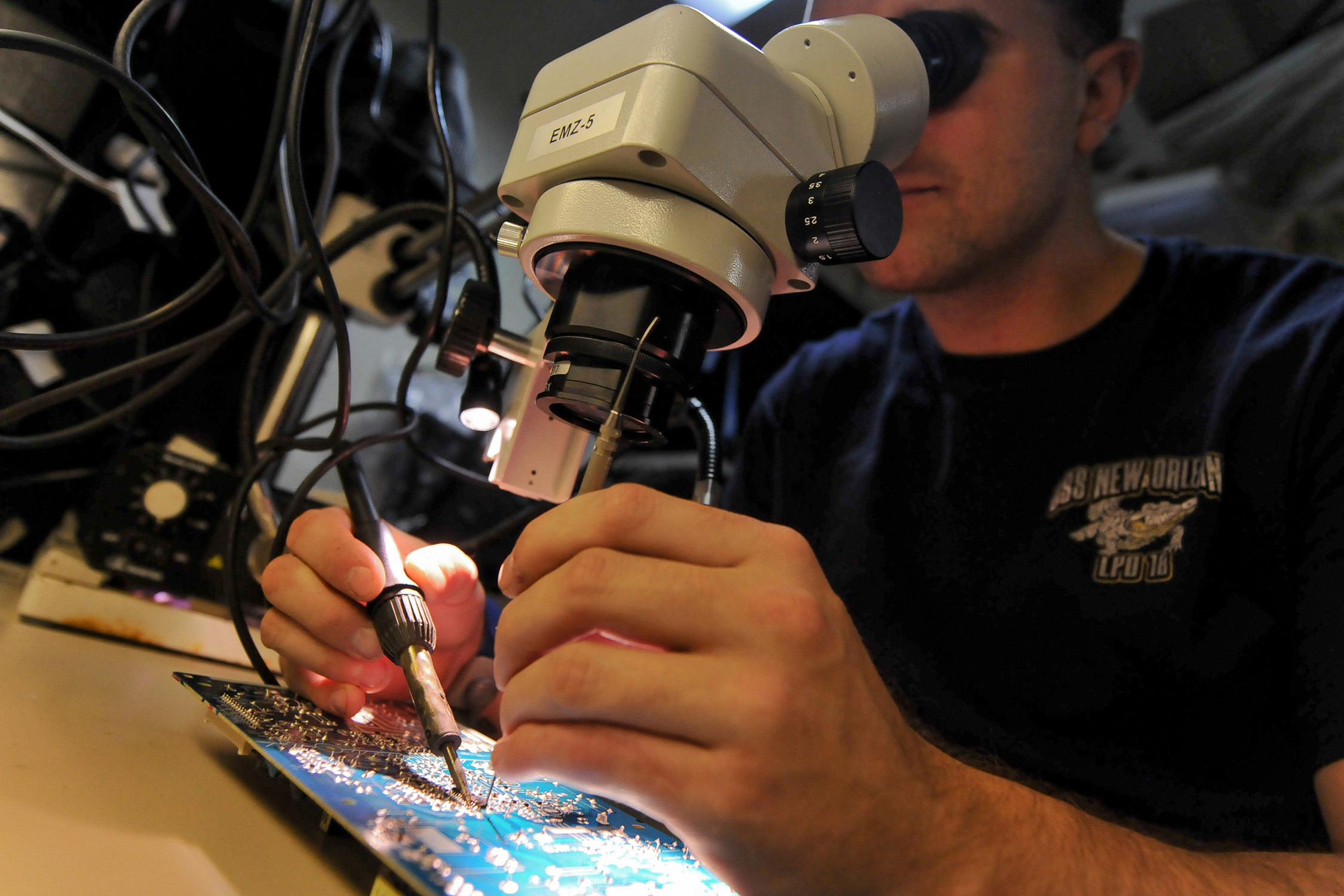
マイクロチップの手作業のはんだ付け（拡大鏡使用例）
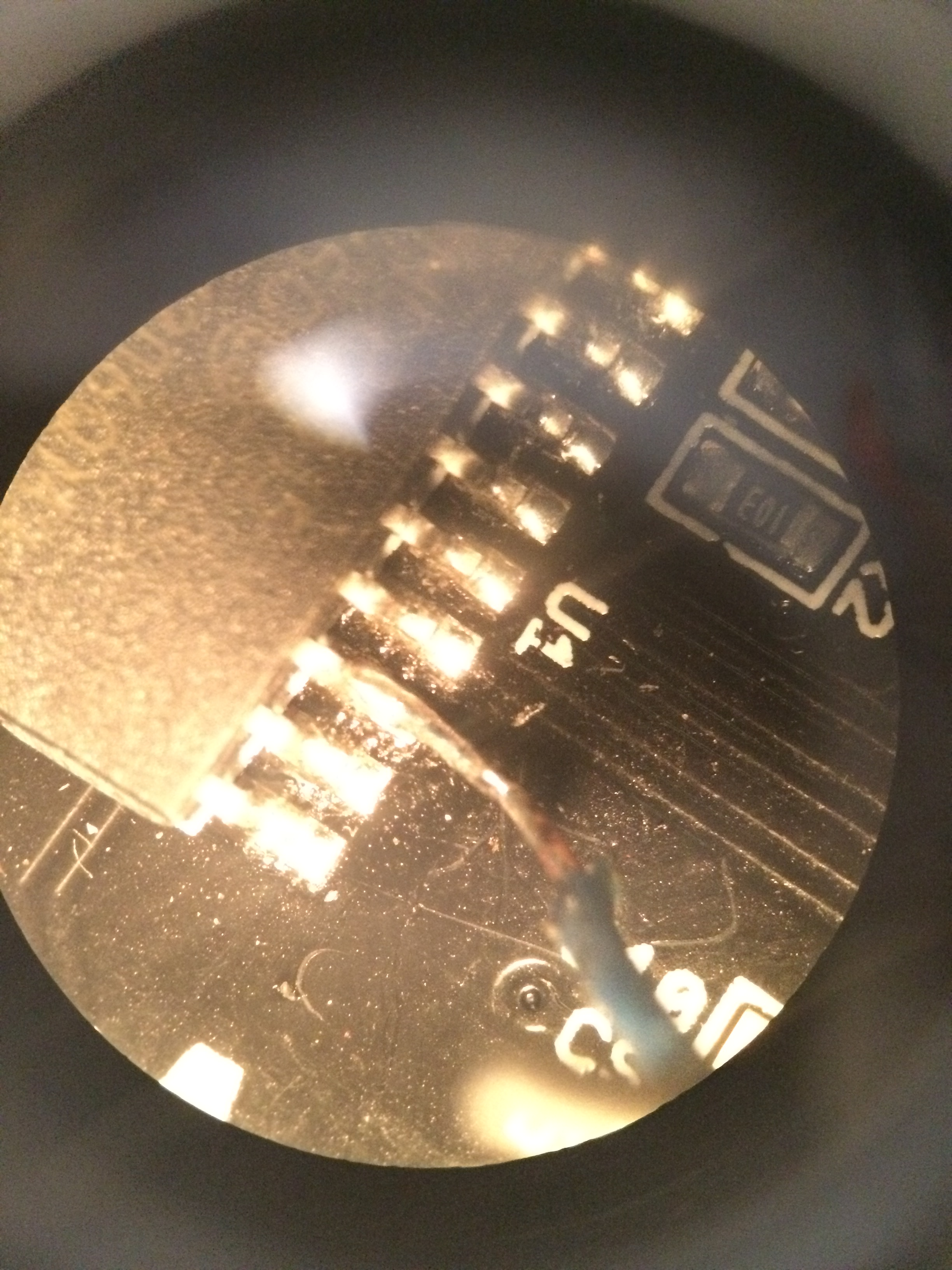
拡大鏡の視像

## 工場でのプリント基板のはんだ付け

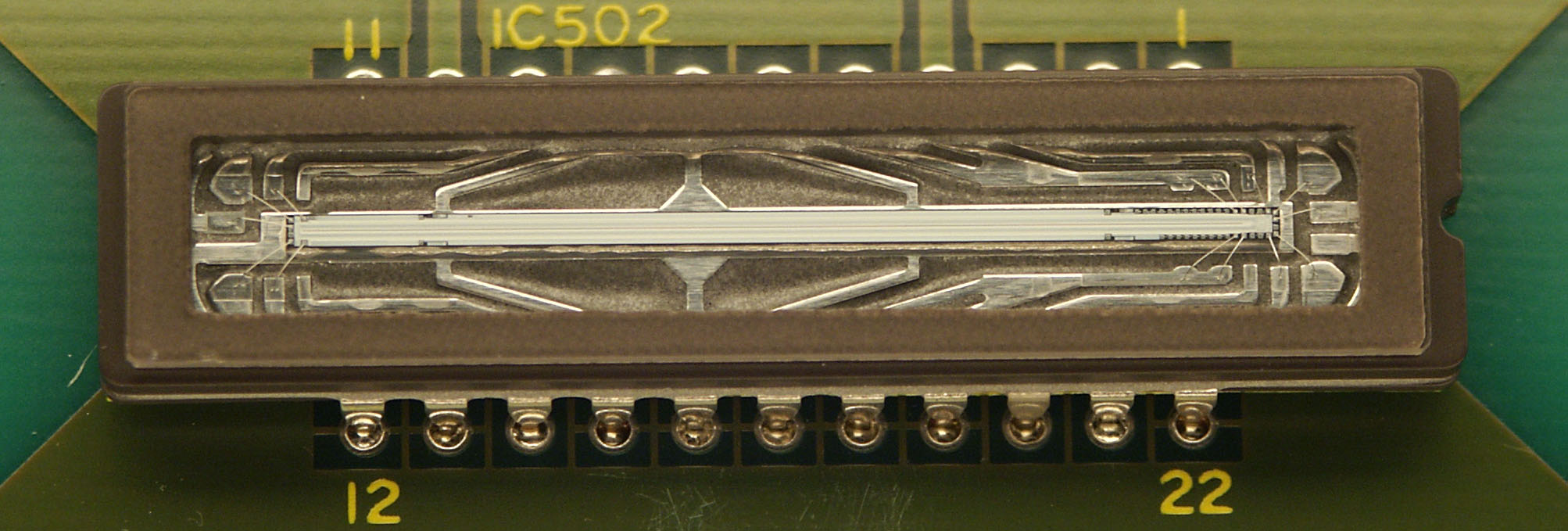
センサーの微細なはんだ付け

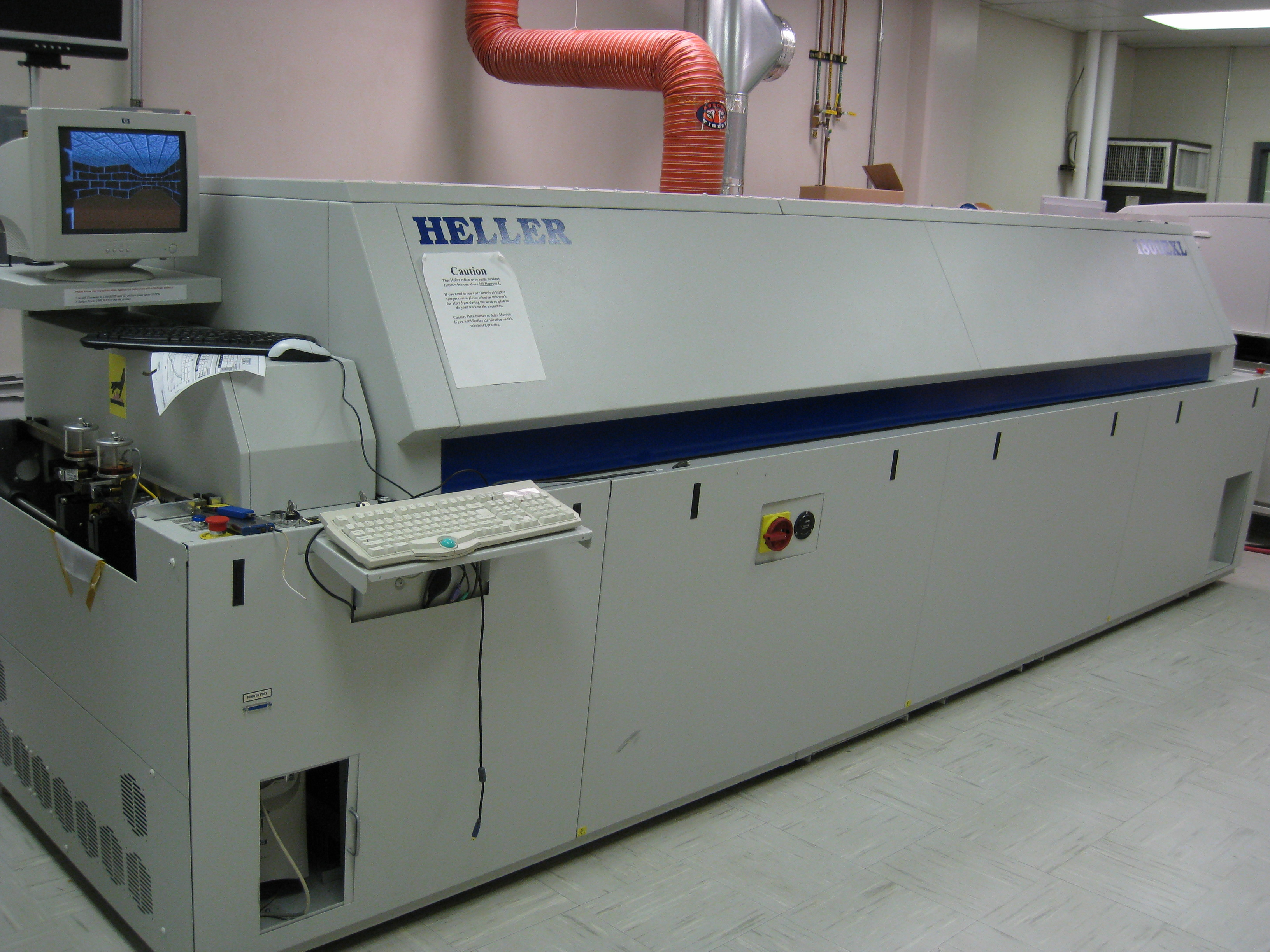
リフロー炉

工場でのプリント基板のはんだ付けの方法には、大きく分けてフロー方式とリフロー方式がある。
フロー方式（Flow方式）
はんだ槽に溶かしておいたはんだの表層に、プリント基板の下面を浸すことによってはんだ付けを行う方法。主に脚付き部品（手差しライン含む)に使用するが、表面実装部品を両面実装する場合にも使われる。この場合は部品が落ちないようにあらかじめディスペンサを使用して基板に接着剤塗布を行い、仮固定しておく。
はんだ槽のタイプには、はんだ液面を動かさない静止槽（DIP方式）と、はんだ液面に波を立てる噴流式（フロー方式）はんだ槽とがある。
噴流式は83年頃からの登場。
現在ではフロー方式の噴流はんだ槽もDIP槽と呼ぶ場合が一般的。
リフロー方式（Reflow方式）
プリント基板上にはんだペースト（はんだの粉末にフラックスを加えて、適当な粘度にしたもの）を印刷し、その上に部品を載せてから熱を加えてはんだを溶かす方法。SMT（表面実装技術）と呼ばれ、表面実装型の部品に用いる。部品の小型化・高密度実装化の進展に伴い、この方式が主流となり、改良が行われている。アルミ電解コンデンサなどの部品も、小型化・耐熱化が図られ、リフロー方式に対応するようになっている。加熱方法には、赤外線式や熱風式などがある。
実際の手順は以下のように行われる。
1. 部品の接合する予定部分にはんだペーストを塗布する。通常は、穴の空いたステンレス製の型紙（メタルマスク・ステンシル）上で、スキージ（へら）を使ってはんだペーストをしごくことにより、必要箇所に一定の厚さで転写を行う。これを自動で行う装置がクリームはんだ印刷機である（ガリ版印刷やスクリーン印刷と同じ方式である）。
2. 塗布された部分に部品を実装する。通常は、NC制御のチップマウンタ（表面実装機、部品装着機）で行う。基本的には微小チップ部品から実装を行い、QFP等の大型部品は最後に実装する。
3. プリヒート＝リフロー炉の中で、基板と部品を予熱する（一般的には150℃から170℃程度）。予熱の目的は部品への急激な熱衝撃の緩和、フラックスの活性化促進、有機溶剤の気化などがある。
4. 本加熱＝はんだが溶ける温度まで、短時間高温にする（一般的には220℃から260℃）。はんだの成分組成により溶融温度が異なるが、鉛フリーはんだの場合高温にする必要がある。高温になると金属表面の酸化が進行し濡れ性が悪くなる。また、耐熱保証温度が低く鉛フリー工法には適さない部品もあるので、事前に確認が必要である。
5. 冷却＝自然冷却が一般的だが、部品への熱ストレス時間を短縮する為にも急激に冷却することが推奨されている。特に鉛フリーはんだを使用する場合は引け巣発生防止のためクーラーでの急冷が必要。

これらのほとんどが自動化されている。
特に集積度が高く多くのピンを持つICでは、リードレスタイプのパッケージが多用されている。BGA (Ball Grid Array)と呼ばれる、IC側にボール状のはんだがあらかじめ形成されたパッケージが使われることがあるが、この場合も基本的にはリフロー方式で行われる。

## 電気・電子回路のはんだ付けに関する用語
イモはんだ
はんだごての温度が高すぎる為はんだが酸化したり、温度が低すぎるなどの原因でうまく接合できずにはんだがデコボコになっている状態。強度や導通が不十分ではんだ割れしやすく、良くないはんだ付けの代名詞となっている。
目玉はんだの量が少ない、もしくは、ランドと部品足に均等に加熱出来ていないために基板の銅箔部分のみにはんだがつくこと。部品の足にはんだがつかず、見た目が目玉のように見えるためこのように呼ぶ。
ブリッジ
目玉とは逆にはんだの量が多く、コテ先が摩耗して太くなった状態で加熱するために、周囲のランドや部品足なども加熱してしまったり、加熱時間が長くなると起きる不良。多くつけすぎたはんだや長すぎるリード線が不必要な部分にまたがりショートしている状態。橋が架かっているように見えるためこのように呼ぶ。ミスとして起こるものの他に、配線作業を簡単にするため、意図的にブリッジを作る場合もある。
天ぷらはんだ
接合する部分の汚れや、ランド表面が酸化した状態、フラックス量が少ないなどにより、はんだが表面だけに付着して接合が十分にできないこと。接合部分からはがれる様を天ぷらの衣に喩えてこのように呼ぶ。
追いはんだ
上記のようにはんだ付けが不十分な状態である場合に、新しいはんだを追加し、再加熱、再接合を行うこと。
呼びはんだ（予備ハンダ）
呼び水同様に「はんだを誘うための」はんだ。
ケチハンダ
ハンダ使用量を抑えるために、ハンダ溶融槽の温度設定を高くしたことで、ハンダの盛りつけ量が少なくなり、重量のある部品や発熱する部品の、足の部分のハンダが割れてしまったり、ランドが剥がれてしまうような状態で、経年変化や輸送時の衝撃によって、不具合が発生する。

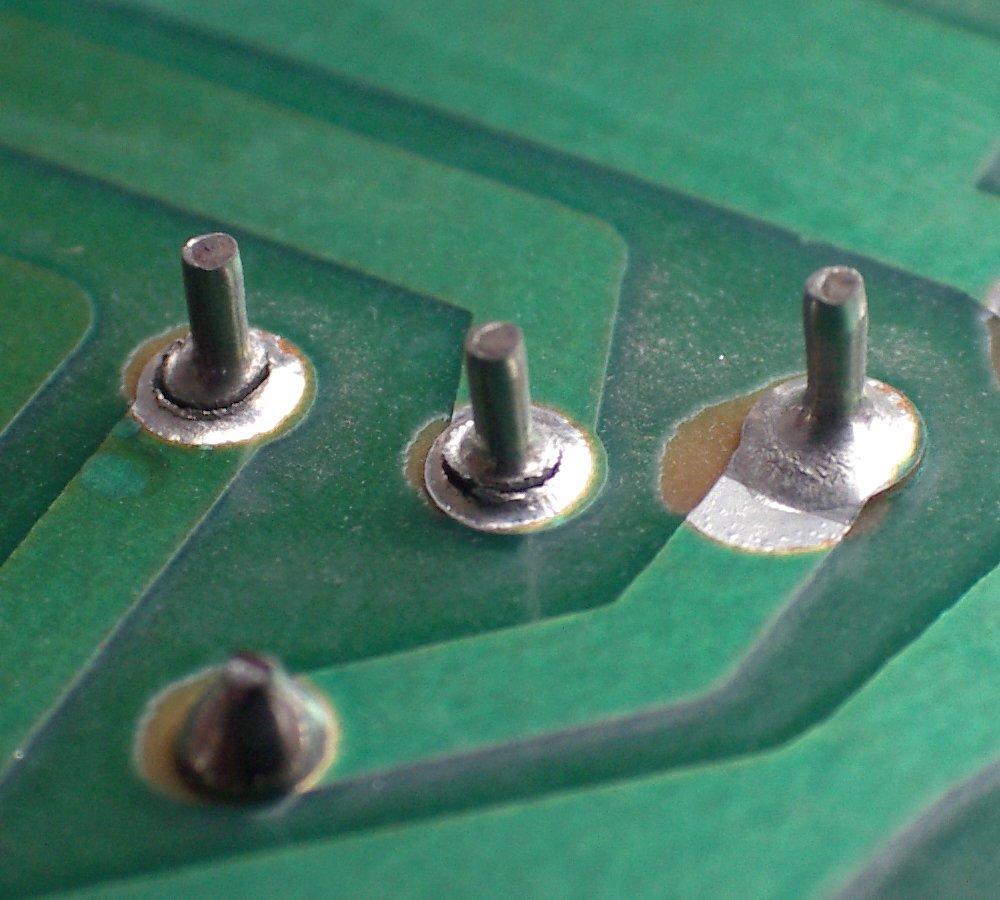
はんだ付け不良の例。左上の2箇所のはんだが割れてしまっており、接続不良を起こしている状態。
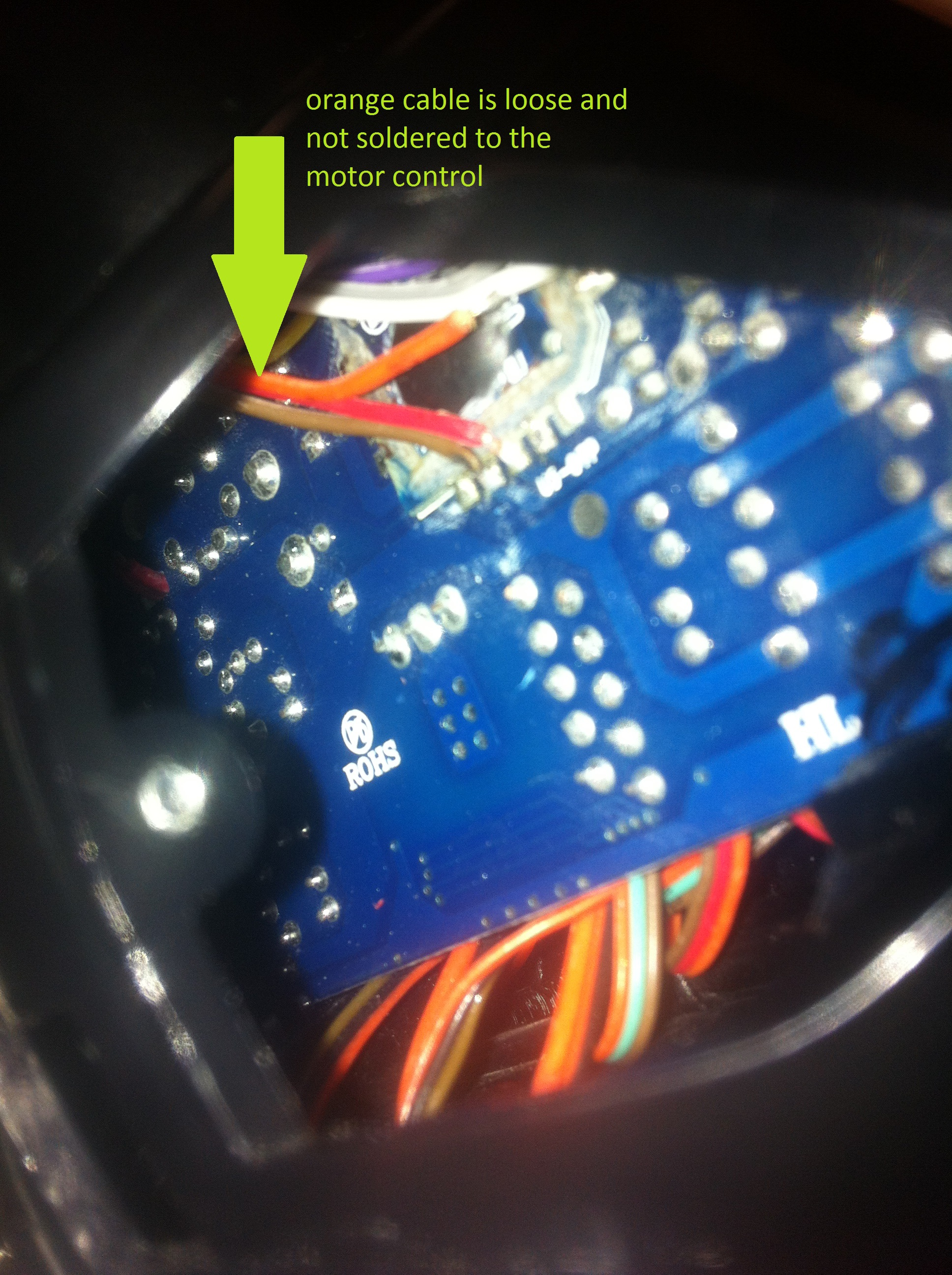
はんだ付け不良で、オレンジ色の線がはずれてしまっている。

## ステンドグラスのハンダ付け
ステンドグラスの制作法は何種類かあるが、たとえば金属部分に銅テープ（カッパーテープ、コパーテープ）を用いる方法やケイム（鉛製で断面がH型の材料）を用いる方法があり、銅テープ手法でもケイム手法でも、途中で必ずはんだ付けの工程が入る。
たとえば銅テープ方式のステンドグラスの場合、次に示す段階ではんだづけが行われている。
型紙づくり→ガラス切り→ガラスのまわりを銅のテープで巻く→銅と銅の << はんだ付け >> →「ブラックパティーナ」という薬品でハンダ部分を黒く変色させる
ケイム方式のステンドグラスの場合、次の段階ではんだづけが行われる（工房ごとに手順は多少異なる）。
型紙づくり→ガラス切り→ガラスとガラスをケイムでつなぐようにして面を組む→組み終えた部分のケイムを<<はんだ付け>>→ケイムとガラスの隙間をパテで埋める→ケイム部を硫酸銅で変色→補強材の取り付けとはんだづけ

ステンドグラスのはんだづけの道具や材料は、ハンダゴテ、棒はんだ（はんだ棒）、 液体フラックス、フラックス用筆、ペーストフラックス、ピンセット、安全メガネが使われる。はんだごてはステンドグラス用には一般に80W～100W程度のものが用いられている。銅テープ法の場合は80W程度でケイム法の場合は100W程度。熱量を調整する可変調節器が使われることもある。ステンドグラスに用いられるハンダ棒は直径3mm x 長さ40cm程度の、錫と鉛の比率が6:4の合金が一般的で「ステンドグラス用」などと表記されているものである。

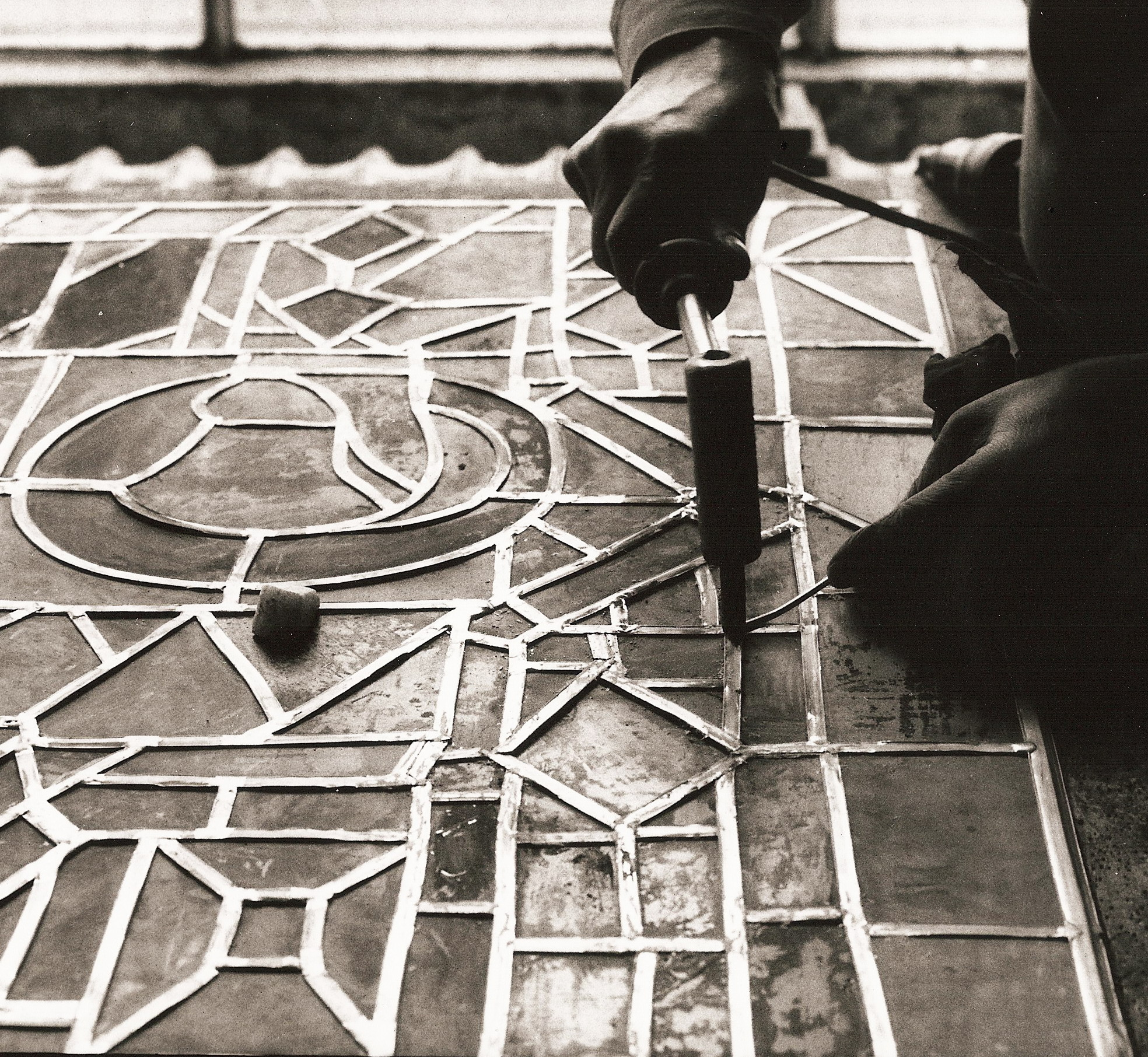
ステンドグラスのはんだづけ
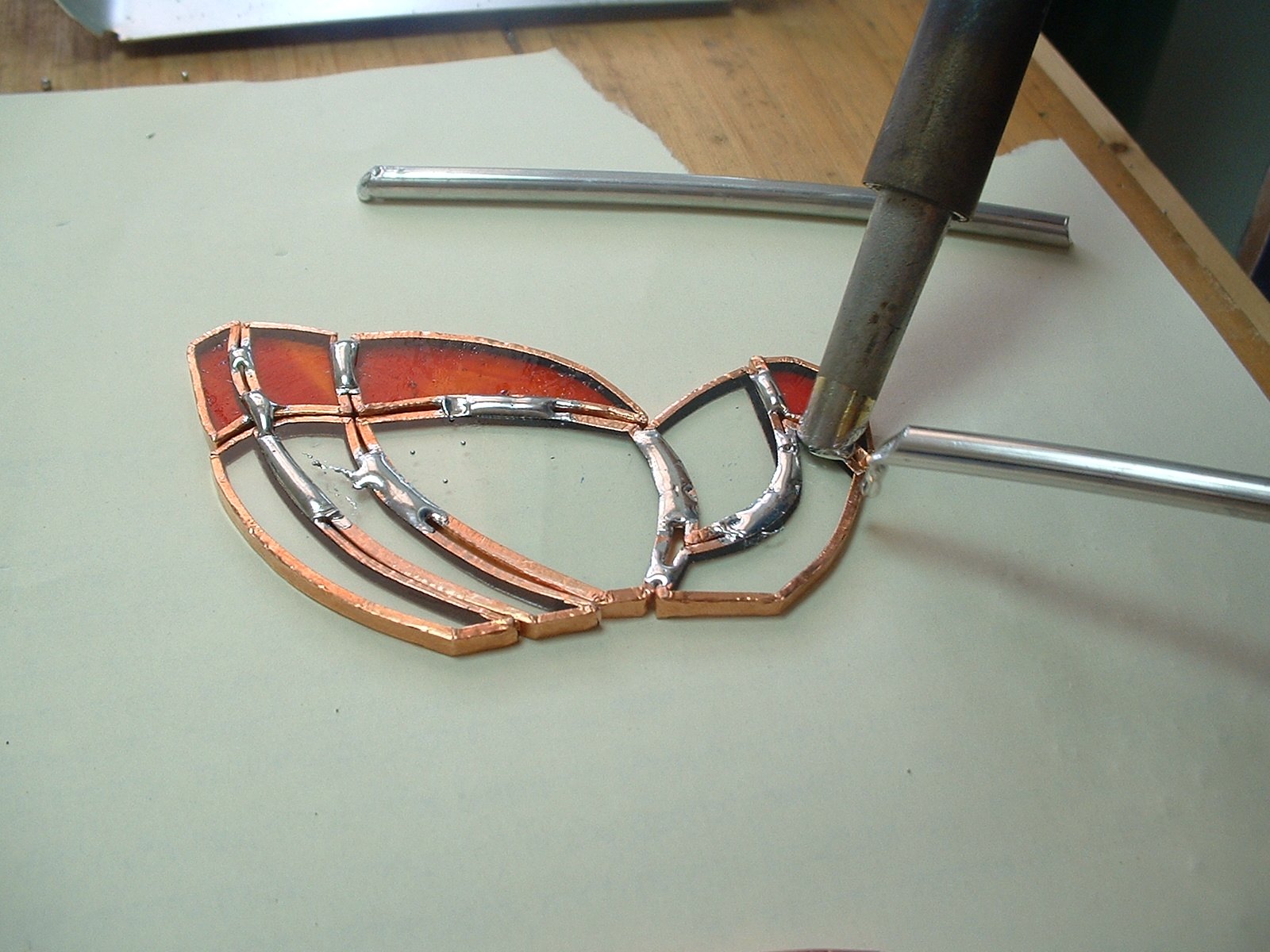
銅テープ法。銅テープどうしのはんだづけ。
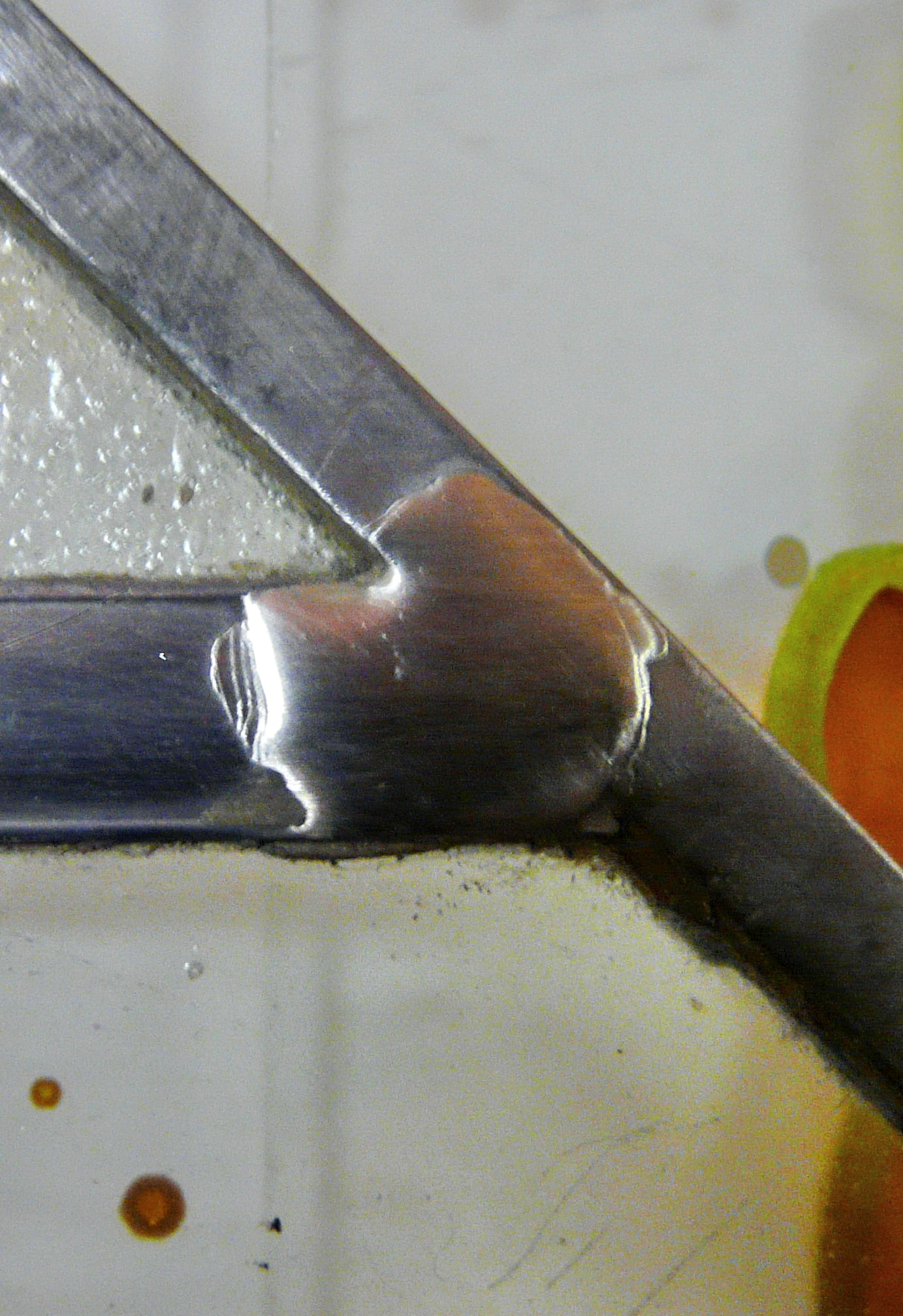
はんだづけされたケイムと、ケイム内のガラス
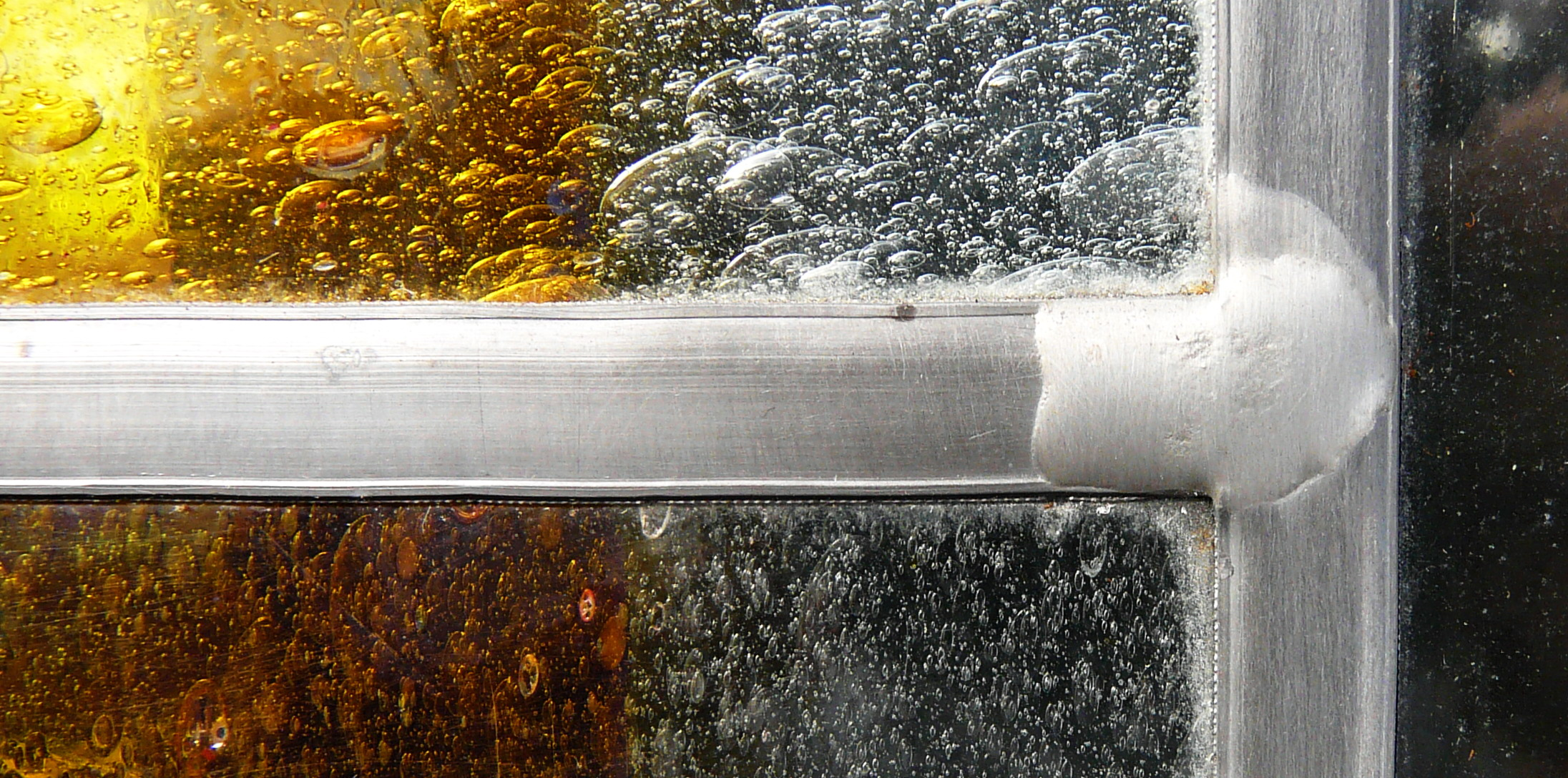
はんだ付けされたケイムと、ケイム内のガラス

## 他

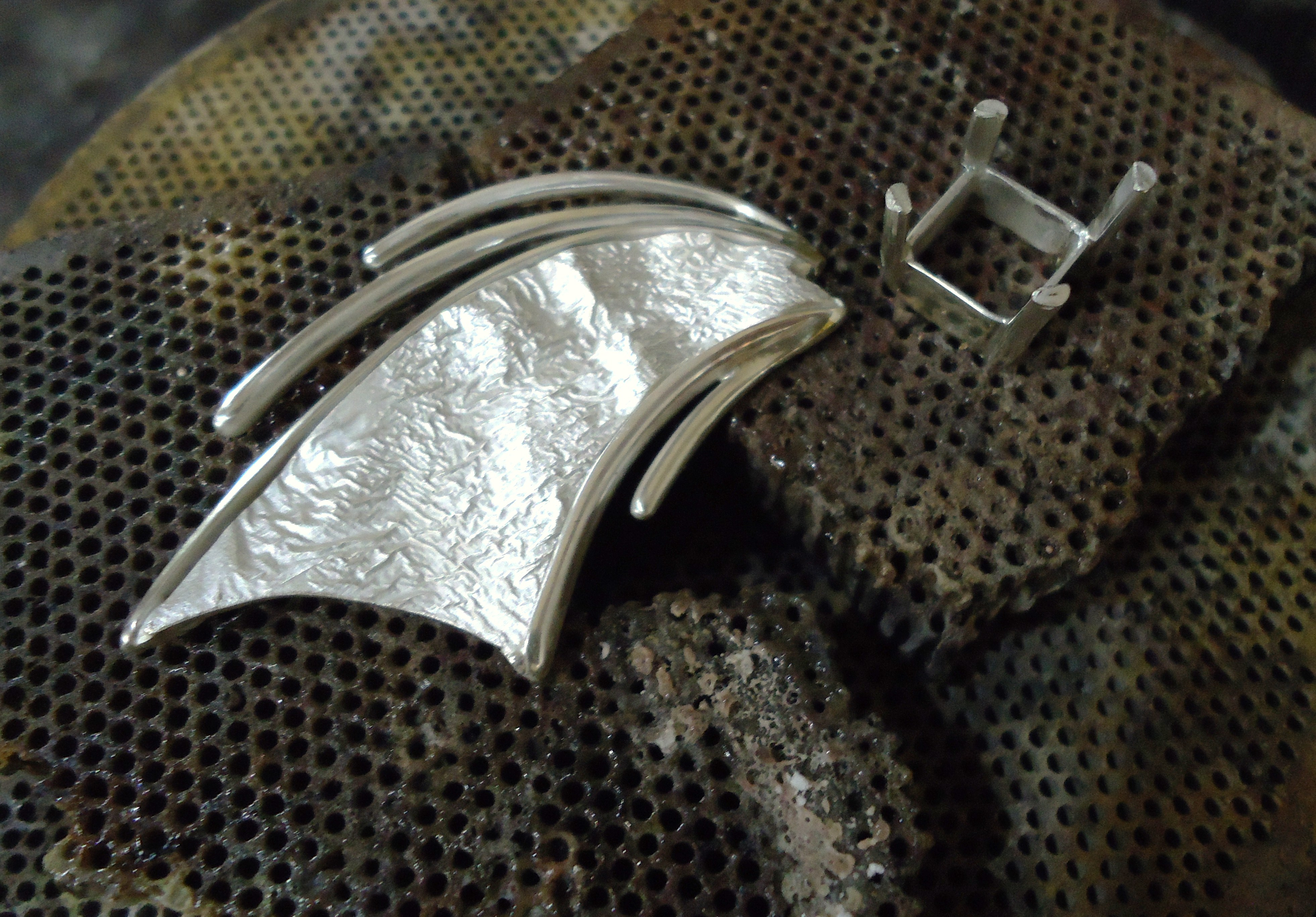
アクセサリー類のはんだ付け
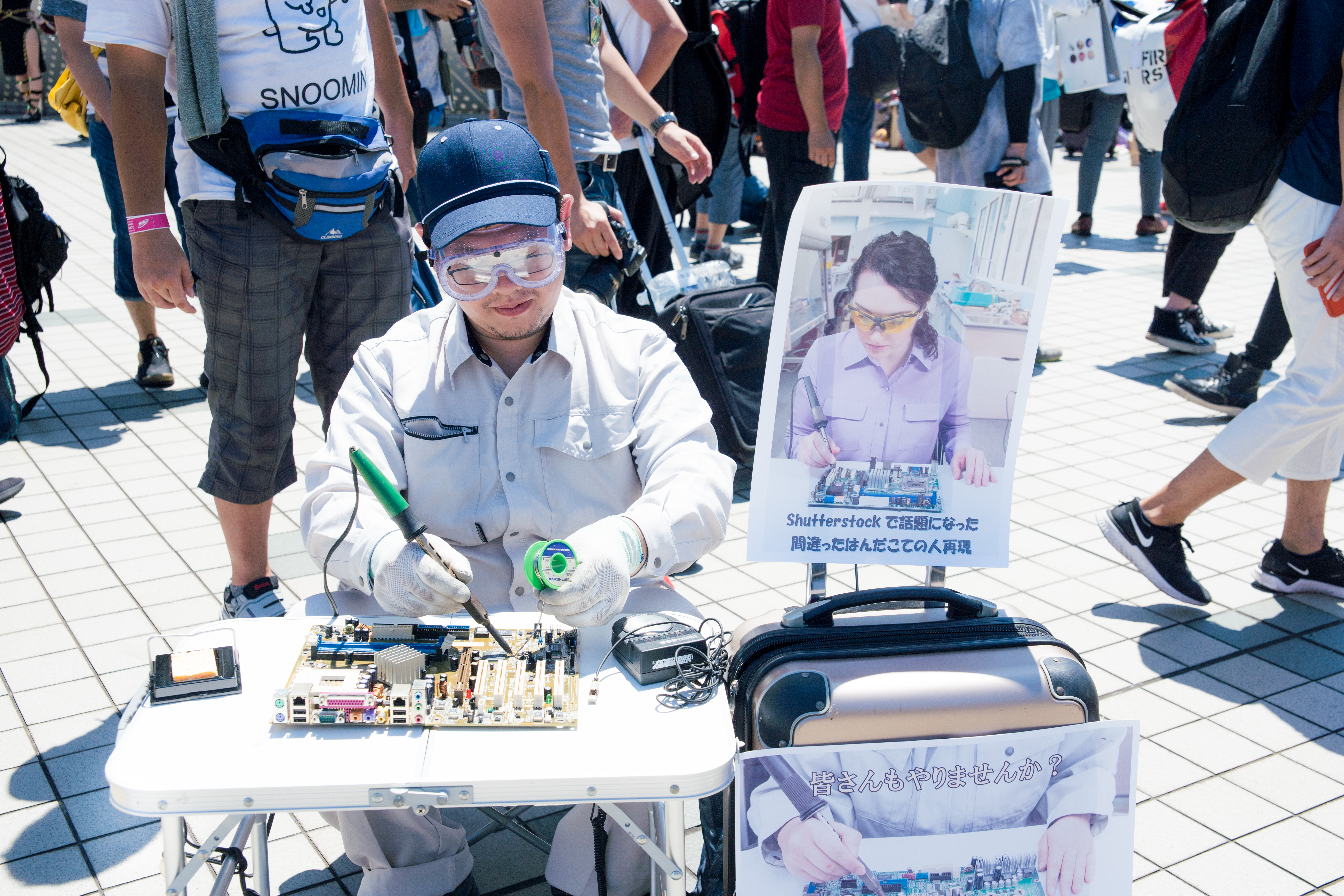
はんだごての誤った持ち方